# Postmuseum
Postmuseum ligger i kvarteret Penelope vid Lilla Nygatan 6 i Gamla stan, Stockholm. Museet skildrar postens historia från dess grundande 1636 fram till nutid. Förutom den historiska samlingen, som främst består av posthistoriska föremål samt foton och dokument, har Postmuseum en omfattande frimärkssamling och andra filatelistiska objekt. 

## Postmuseets historia
I samband med det första allmänna nordiska posttjänstemannamötet i Stockholm 1903, ordnades en utställning i det dåvarande centralposthuset på Vasagatan av äldre postföremål för att väcka intresse för ett svenskt postmuseum och för att bevara äldre tiders postföremål, och 1905 beslutades också om inrättandet av ett postmuseum.
Den 15 december 1906 invigdes Postmuseum i närvaro av bland annat prins Gustaf Adolf och hans gemål, prinsessan Margareta, samt generalpostdirektör von Krusenstjerna. Postmuseum inrymdes i Kungliga posthuset vid Lilla Nygatan i Stockholm som varit i Postens ägo sedan 1720 och som byggdes om på 1820-talet efter ritningar av arkitekten Fredrik Blom. I huset inrymdes såväl postdirektionen som stadens då enda postkontor.
Postmuseum fick vid starten sju rum, men allteftersom poststyrelsens avdelningar flyttade till centralposthuset vid Vasagatan fick museet nya utrymmen för sina växande samlingar.
Sedan 1939 har Postmuseum hela byggnaden till sitt förfogande.

## Verksamheten

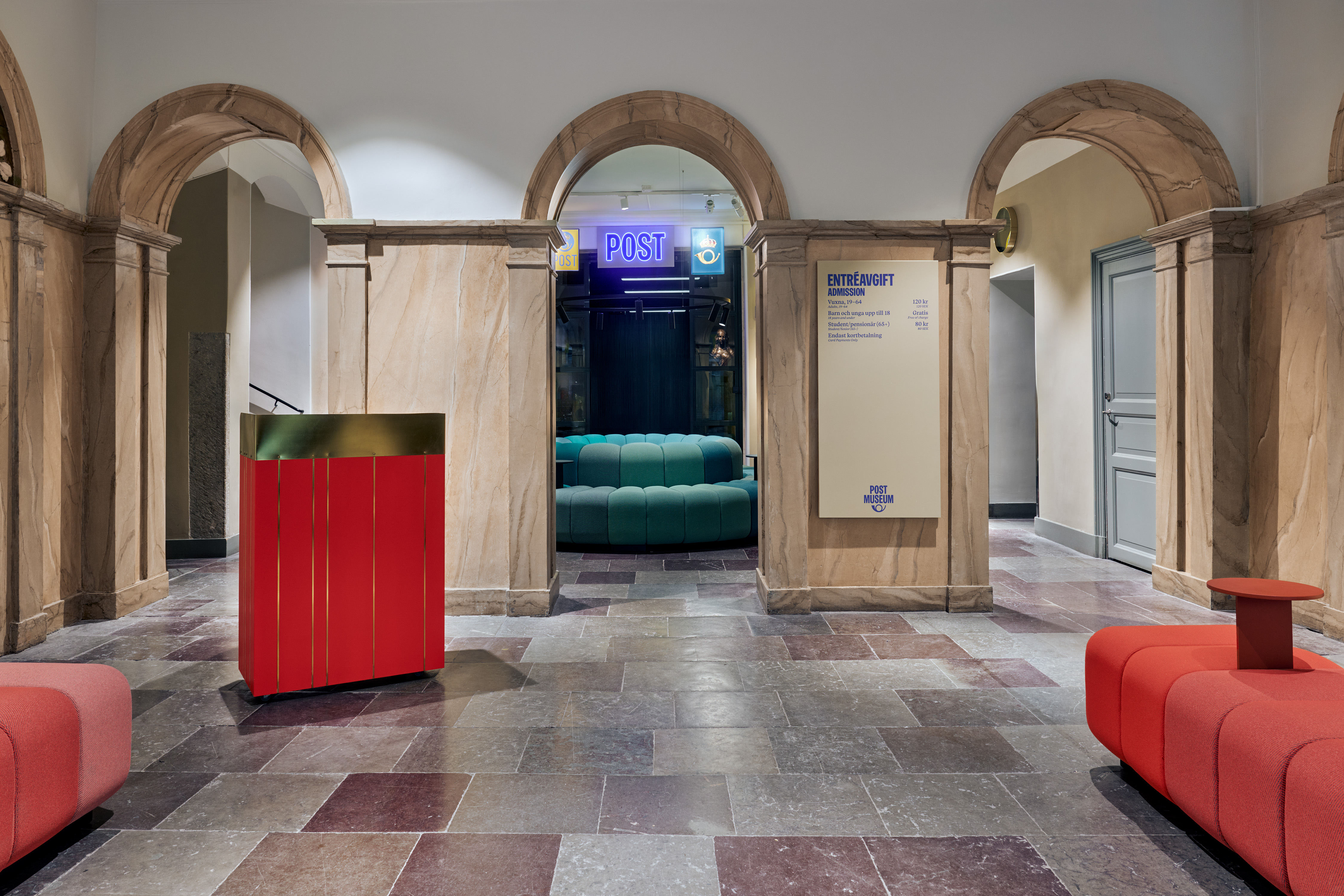
Museets entréhall och reception.

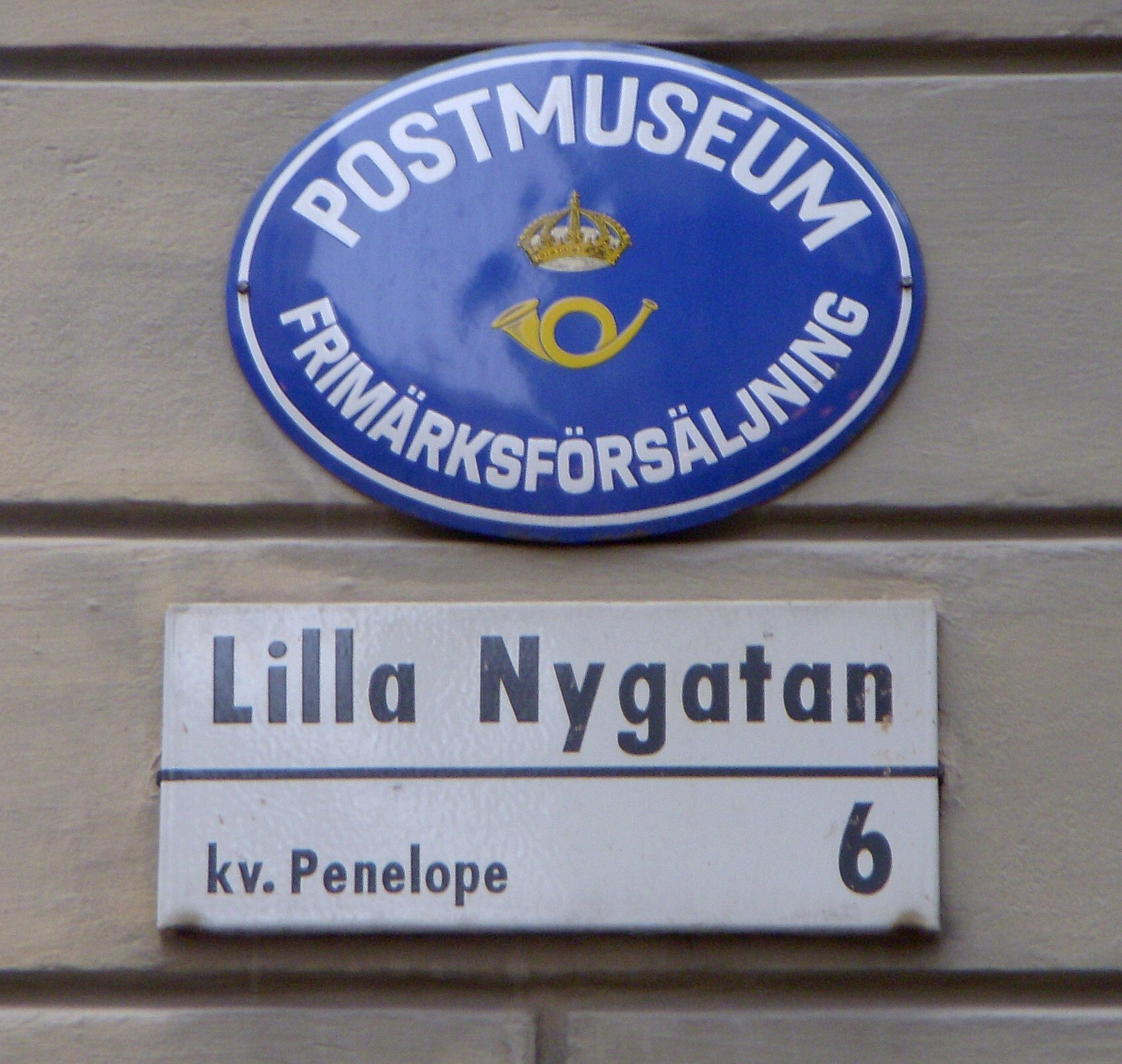
Adress.

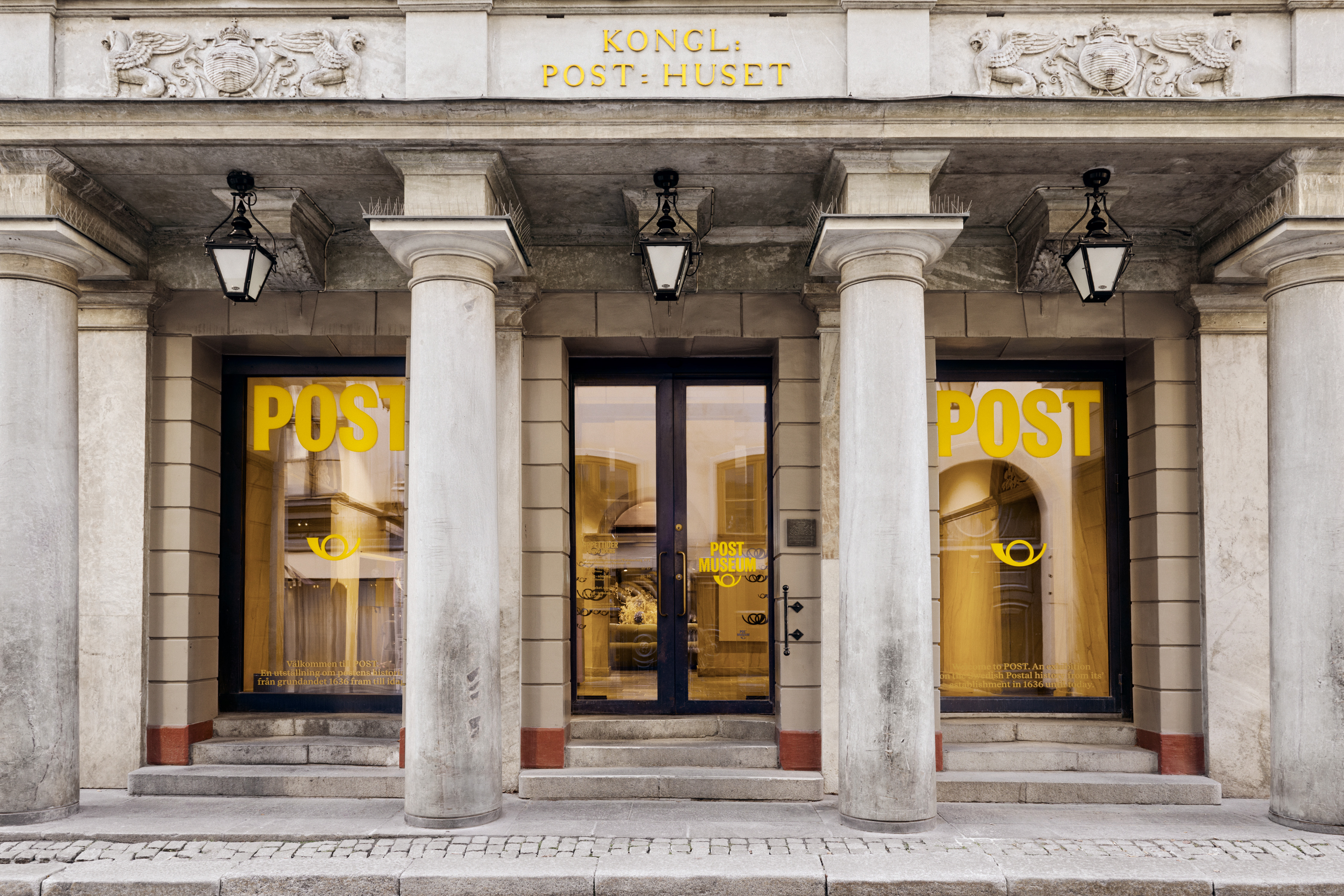
Huvudentrén. Foto Jimmy Eriksson.

### Postmuseets uppdrag
Postmuseums uppdrag är att säkerställa att kunskap om den svenska Postens historia och samtid dokumenteras, bevaras och förmedlas på ett professionellt sätt. Postmuseum är en mötesplats där den svenska Postens förflutna, samtid och framtid ställs i centrum. Postens historia såsom den skildras ska berättas med en koppling till vår samtid. 
Som ett kulturhistoriskt museum är det Postmuseums främsta uppgift att tjäna som ”samhällets minne” för den svenska Postens historia. Detta görs genom att samla föremål, filatelistiska objekt, bilder, dokument och litteratur från skilda tider som utgör en grund för kunskap om samhället och dess förändring.

### Samlingarnas omfattning
Postmuseums samlingar omfattar posthistoriska föremål, dokument, fotografier, försändelser och inte minst frimärken. Samlingarna omfattar cirka 18 000 föremål som anknyter till Posten och dess historia. I arkivet bevaras över 300 000 dokument och bilder från svensk posthistoria. Till dokumenten räknas till exempel kartor, ritningar, brev, stämplar, affischer och vykort. De filatelistiska samlingarna omfattar ungefär 5 miljoner frimärken och 90 000 försändelser, vidare förlagor och tryckprover till svenska frimärken. Postmuseums samlingar är unika i världen och delar av samlingarna finns publicerade på Digitalt museum.

### Bibliotek
Postmuseum bibliotek grundades 1944. När Poststyrelsens bibliotek i Centralposthuset på Vasagatan i Stockholm lades ner 1985 fördes den postala litteraturen över till Postmuseum som ett komplement till det filatelistiska biblioteket. Biblioteket är ett av de mest omfattande i sitt slag i världen med ca 70 000 volymer och ca 160 löpande tidskrifter.

### Utställningar
På Postmuseum finns utställningen POST som berättar om Postens utveckling från inrättandet 1636 till idag. Museet har också en utställning som heter HEJ! och som handlar om kommunikation med betoning på det skrivna ordet och en utställning som heter Skattkammaren och som behandlar svenska frimärken och dess historia. Postis är en utställning som handlar om att sortera, transportera och leverera brev och paket. Utställningen är utformad som en postterminal. Museet har även tillfälliga utställningar på varierande teman med anknytning till kommunikation och post. 

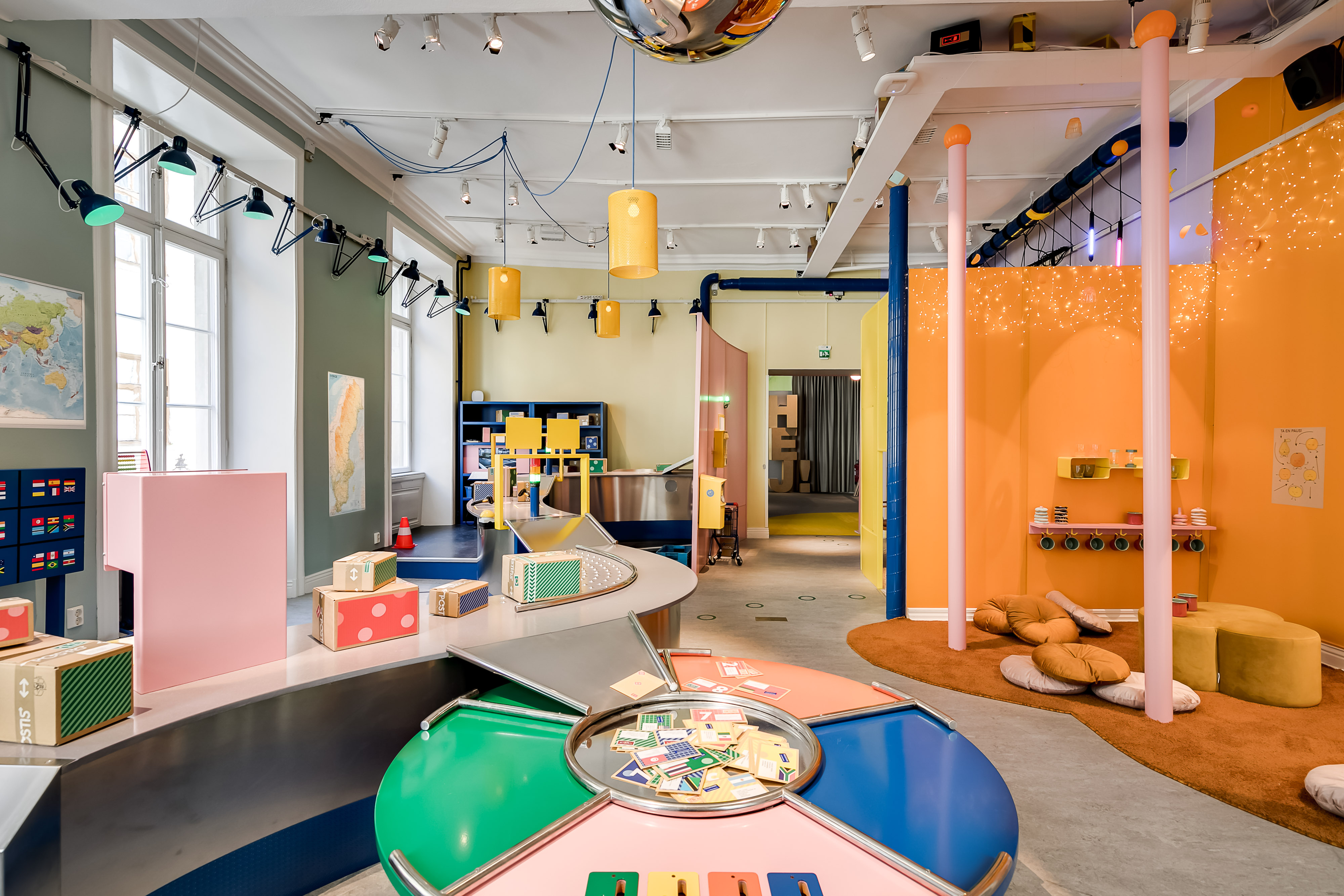
Utställningen Postis, postterminal. Foto: Henrik Nero

### Pedagogisk verksamhet
Museet har målgruppsanpassade program till varje utställning för alla åldersgrupper. Syftet är att berätta om den svenska Postens historia och samtid samt att visa vårt mänskliga behov av att kommunicera igår, idag och i morgon.

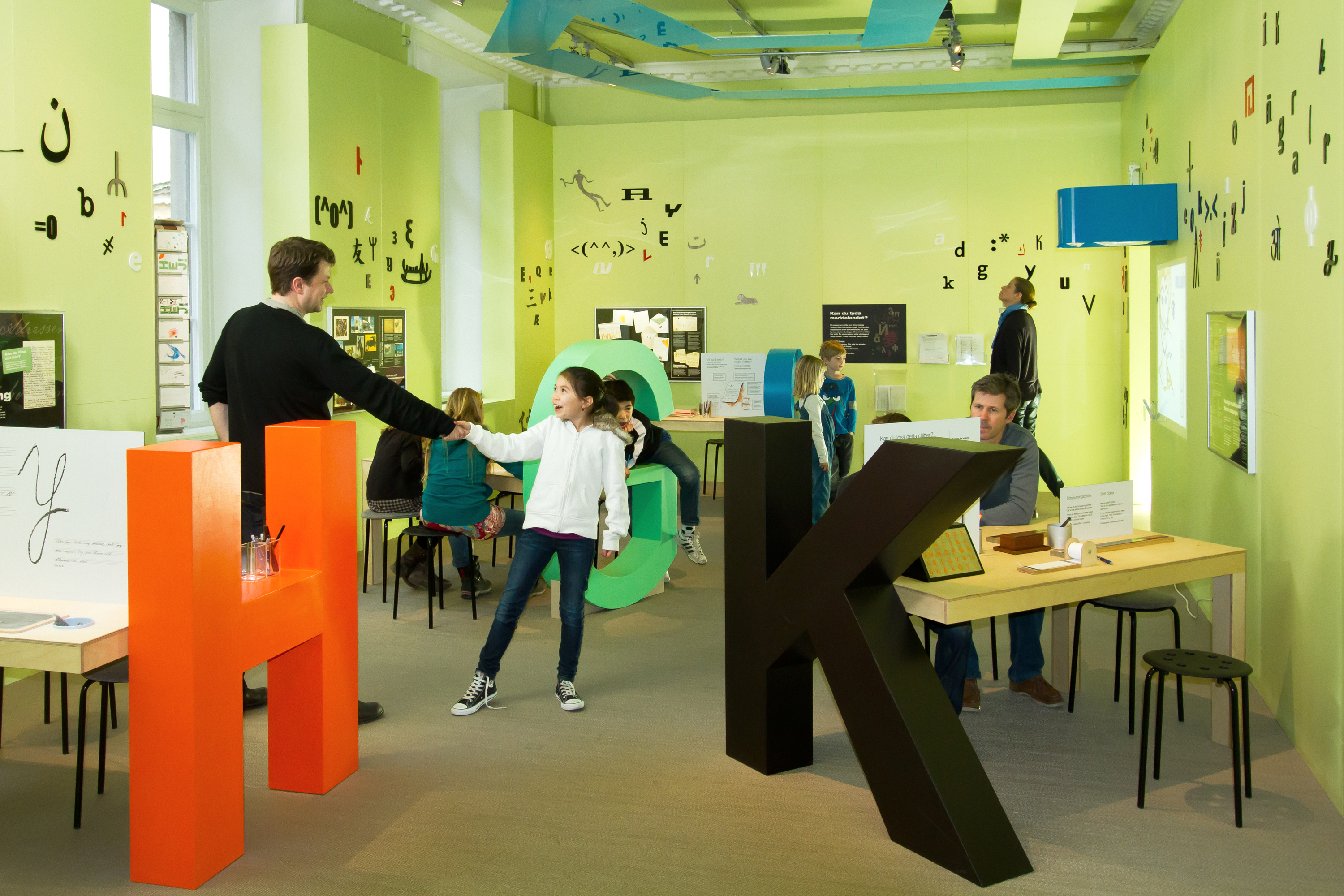
Utställningen HEJ! Foto: Ulf Michal

## Museichefer genom tiderna
- 1906–1910 Erik Lannge (1878–1955)
- 1910–1913 Vilhelm Petrelius (1875–1952)
- 1913–1935 Johannes Rudbeck (1867–1935)
- 1936–1952 Paul Gerhard Heurgren (1886–1966)
- ?      - 1966 Gunnar Stenerudh (1909-1966)
- 1966–1976 Gilbert Svenson (1919–1987)
- 1976–1982 Sven Carlin (1917–1992)

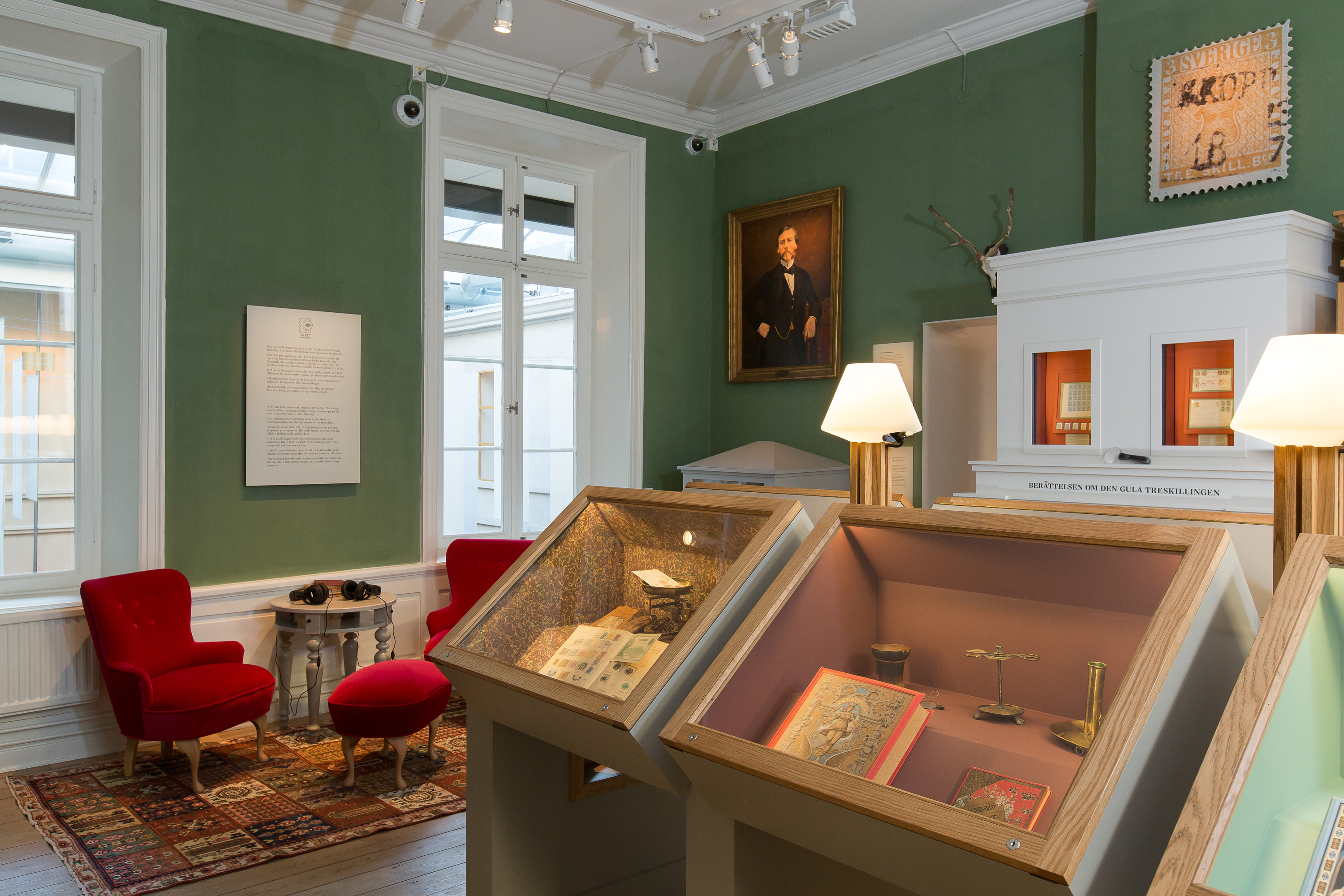
Utställningen Skattkammaren. Foto: Ulf Michal

- Utställningen Skattkammaren. Foto: Ulf Michal1982–1994 Karin Rabén/Svahn (f. 1933)
- 1994–1994 Erik Hamberg t.f. (f. 1951)
- 1994–2009 Gunnar Nordlinder (f. 1946)
- 2009–2011 Olle Synnerholm (f. 1952)
- 2011–2015 Pernilla Klingofström (f. 1969)
- 2015–2019 Lotte Edsbrand / Malin Valentin
- 2019– Malin Valentin